# الرغامة
قرية الرغامة هي إحدى القرى التابعة لمركز الرياض في محافظة كفر الشيخ في جمهورية مصر العربية. حسب إحصاءات سنة 2006، بلغ إجمالي السكان في الرغامة 6258 نسمة، منهم 3117 رجل و3141 امرأة.